# ファン・ヨンジュ
ファン・ヨンジュ（ハングル: 황연주、黄連珠、1986年8月13日 - ）は、韓国の女子バレーボール選手。元韓国代表。
2005年に韓日電算女子高校を卒業後、興国生命ピンクスパイダーズに入団。

## 球歴
- オリンピック - 2012年（4位）、2016年
- 世界選手権 - 2006年（13位）、2010年（13位）
- ワールドカップ - 2011年（9位）
- ワールドグランドチャンピオンズカップ - 2005年（6位）、2009年（5位）
- ワールドグランプリ - 2005年（9位）、2006年（9位）、2009年（12位）、2011年（9位）、2012年（14位）
- アジア選手権 - 2005年（4位）、2009年（4位）、2011年(3位)

## 受賞歴
- 2005年 韓国Vリーグ 新人賞、サーブ賞
- 2007年 韓国Vリーグ サーブ賞

## 所属クラブ
- 興国生命ピンクスパイダーズ （2005-2010年）
- 現代建設ヒルステート （2010年- ）